# ساتوشي ياماغوتشي
ساتوشي ياماغوتشي، (باليابانية: 山口　智) من مواليد 17 أبريل 1978 في بلدة تاكاوكا، محافظة كوتشي في اليابان ، لاعب كرة قدم ياباني. يلعب كمدافع.
انضم ياماغوتشي إلى الدوري الياباني الممتاز عام 1996 مع جيف يونايتد إتشيهارا تشيبا، وانتقل عام 2001 للعب مع نادي غامبا أوساكا.
تم اختياره ليلعب مع منتخب اليابان لكرة القدم في عام 2006، من أجل التأهل لكأس آسيا 2007.

## روابط خارجية
- ساتوشي ياماغوتشي على موقع الاتحاد الدولي (مؤرشف)  (الإنجليزية)
- ساتوشي ياماغوتشي على موقع رابطة كرة القدم اليابانية للمحترفين (اليابانية)
- ساتوشي ياماغوتشي على موقع قاعدة بيانات كرة القدم.إي يو (الإنجليزية)
- ساتوشي ياماغوتشي على موقع ناشيونال فوتبول تيمز (الإنجليزية)
- ساتوشي ياماغوتشي على موقع Soccerway.com (الإنجليزية)
- ساتوشي ياماغوتشي على موقع عالم كرة القدم.نت (الإنجليزية)
- ساتوشي ياماغوتشي على موقع كووورة
- ساتوشي ياماغوتشي على موقع أوليمبيديا (الإنجليزية)